# Diplocentrus izabal
Espèce
Diplocentrus izabal est une espèce de scorpions de la famille des Diplocentridae.

## Distribution
Cette espèce est endémique du département d'Izabal au Guatemala. Elle se rencontre vers El Estor.

## Description
Le mâle holotype mesure 53,85 mm et la femelle paratype 52,25 mm.

## Étymologie
Son nom d'espèce lui a été donné en référence au lieu de sa découverte, le département d'Izabal.

## Publication originale
- Armas & Trujillo, 2016 : A new species of Diplocentrus (Scorpionidae: Diplocentrinae) from western Izabal, Guatemala. Euscorpius, no 225, p. 1-8 (texte intégral).